# Теобромін
Теобромін — алкалоїд, міститься, здебільшого, у бобах какао. За будовою близький до кофеїну. Стимулює серцеву діяльність, розширює судини серця та мозку, а також бронхи, посилює сечовиділення. Спазмолітичний і сечогінний засіб.
У продуктах харчування, крім какао, міститься у мате, чаї, колі, гуарані та каві.
Стимулююча дія теоброміну слабша від кофеїну.

Структурна формула